# Buda

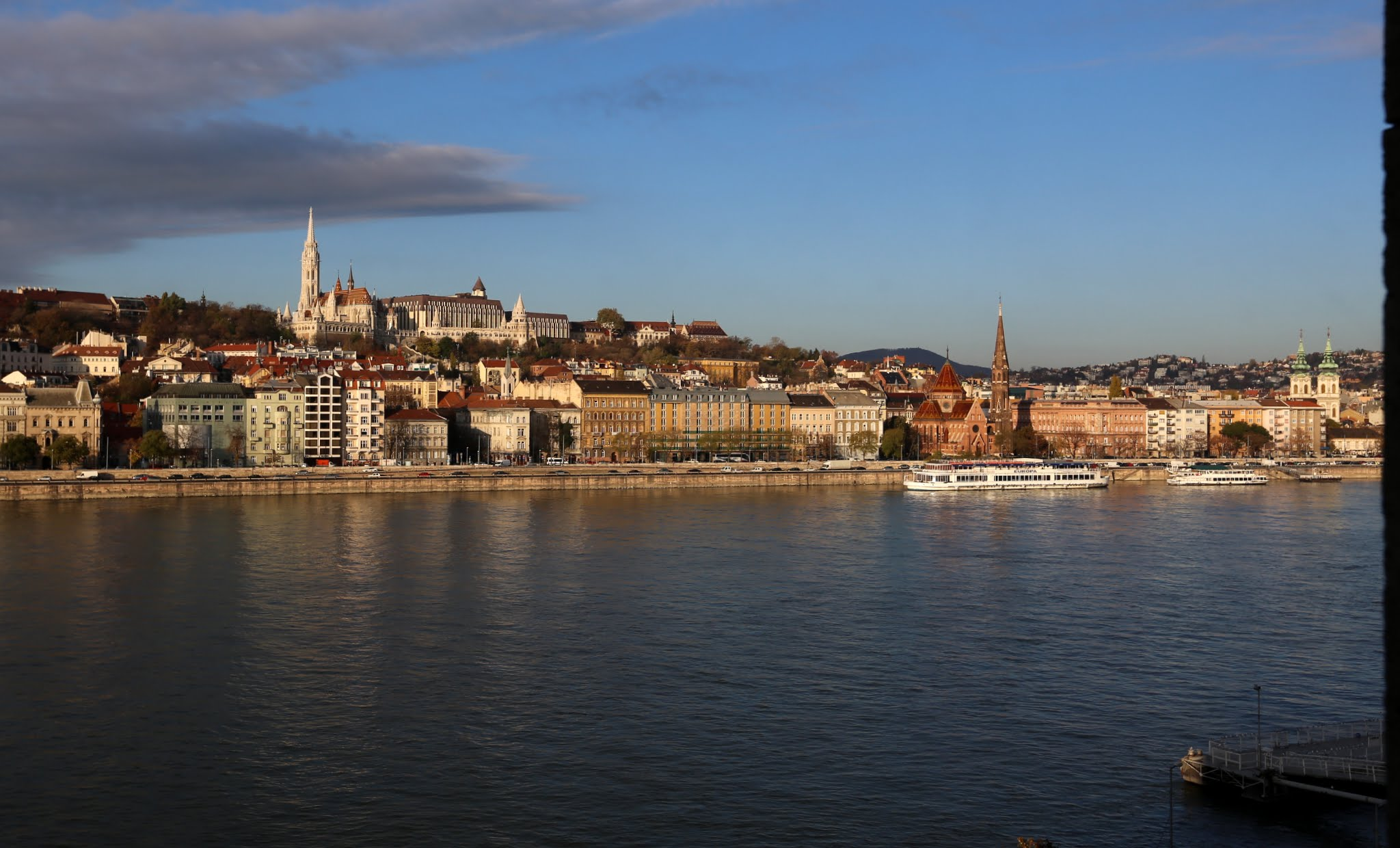
Buda mit Schlossberg von Pest aus gesehen. Links die Matthiaskirche mit Turm, davor die Fischerbastei

Buda (deutsch historisch Ofen) ist der westlich der Donau, am rechten Flussufer liegende Stadtteil der ungarischen Hauptstadt Budapest. Budapest entstand im Jahr 1873 durch die Zusammenlegung der beiden zuvor selbstständigen Städte Buda (deutsch Ofen; mit dem 1849 eingemeindeten Óbuda, Alt-Ofen) und Pest (Pesth). Buda nimmt heute ungefähr ein Drittel des Stadtgebietes ein.

## Herkunft
Buda war die wichtigste Stadt im mittelalterlichen Königreich Ungarn. Ihre Entstehung verdankt sie den günstigen geographischen Gegebenheiten. Die Stadt entstand im Mittelpunkt des damaligen Reiches (medium regni) an der Kreuzung wichtiger Handelsstraßen. Die Lage des (heutigen) Burgberges bot zur Verteidigung der Stadt außerordentlich günstige Bedingungen. Außerdem wurde das Höhlensystem im Burgberg erfolgreich für strategische Zwecke genutzt. Das Umland von Buda war gut für die Landwirtschaft, darunter auch Weinbau, geeignet.
In der Umgebung von Buda, insbesondere im heutigen Óbuda, bestanden bereits in römischer Zeit Siedlungen wie z. B. „Aquincum“, jedoch nicht auf dem Gebiet von Buda selbst. Für die Kommunikation und Überquerung der Donau waren die Städte Pesth („Minor Pest“) und Alt-Ofen wichtiger als der Burgberg. Eine größere strategische Bedeutung erlangte die Burg von Ofen erst in der Zeit der Mongolenstürme im 13. Jahrhundert. Als König Béla IV. die riesigen Schäden sah, die die Mongolen nahezu im gesamten Königreich anrichteten, wollte er die Bevölkerung auf sicheren Plätzen ansiedeln. Deshalb befahl er der damaligen überwiegend deutschen und ungarischen Bevölkerung von Pesth und (Alt-)Ofen, sich am Burgberg anzusiedeln. So erfolgte im Jahre 1243 auch eine Namensänderung: das „alte“ Ofen erhielt den Namen Alt-Ofen („Vetus Buda“) und bereits 1247 wurde für den Burgberg die Bezeichnung Novus Mons Budensis eingeführt. Im Jahr 1259 wird bereits eindeutig von drei Städten gesprochen: Alt-Ofen („Vetus Buda“), („Neu-“) Ofen („Nova Buda“) und Pesth („castrum Pest“).
Das Wort Buda ist laut dem „Etymologischen Wörterbuch geographischer Namen“ (Földrajzi nevek etimológiai szótára) von Lajos Kiss wahrscheinlich slawischer Herkunft. Die slawische Bezeichnung Budim oder Budín bedeutet hiernach „was Buda gehört“ (Zitat ungarisch: Budáé). Die These, dass der Name auf den Personennamen Buda oder Bleda, einen Bruder des Hunnenkönigs Attila, zurückzuführen sei, ist nicht erwiesen.
Jakab Rupp war in seinem Werk „Die Ortsgeschichte Buda-Pests und seiner Umgebung“ (Buda-Pest és környékének helyrajzi története) von 1868 der Meinung, dass bereits die im heutigen Óbuda gelegene Römerstadt Aquincum – aufgrund der slawischen Übersetzung des ersten Namensteils Aqu(a) – Voda genannt worden sei. Diese Bezeichnung sei dann von den Ungarn als Buda übernommen worden.

## Geschichte

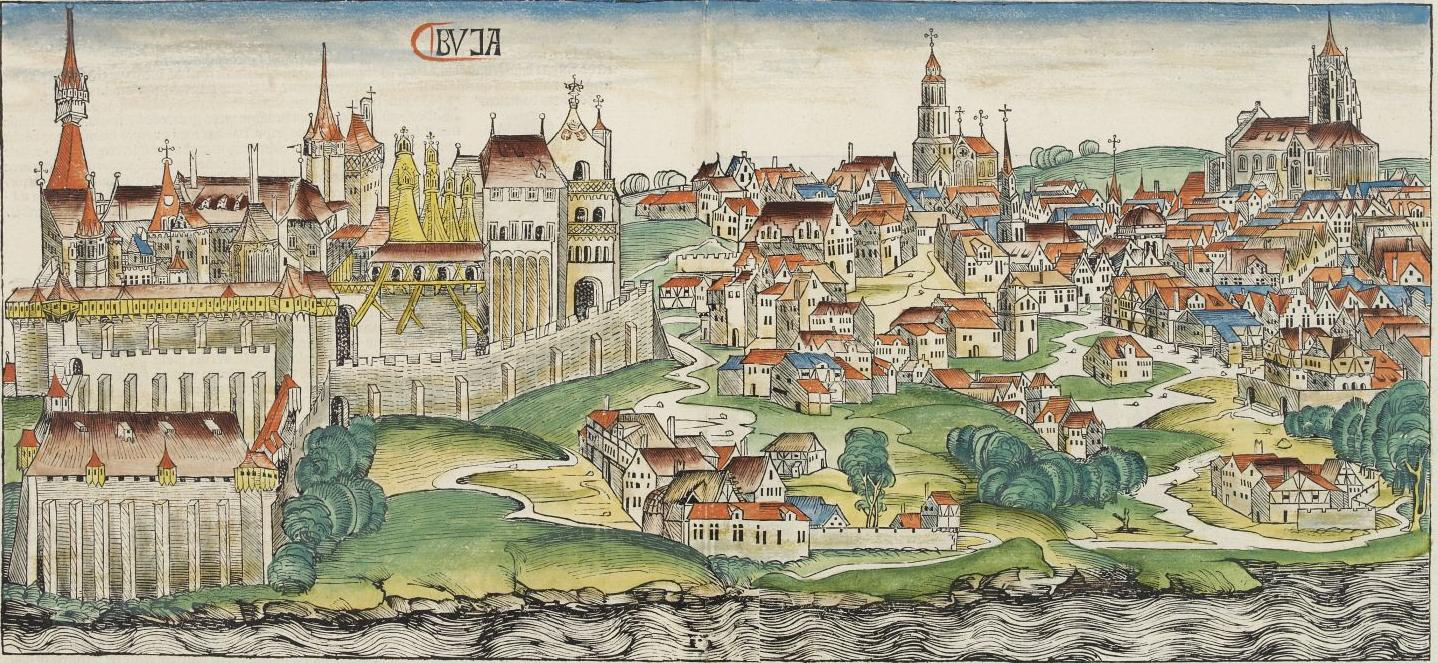
Buda 1493

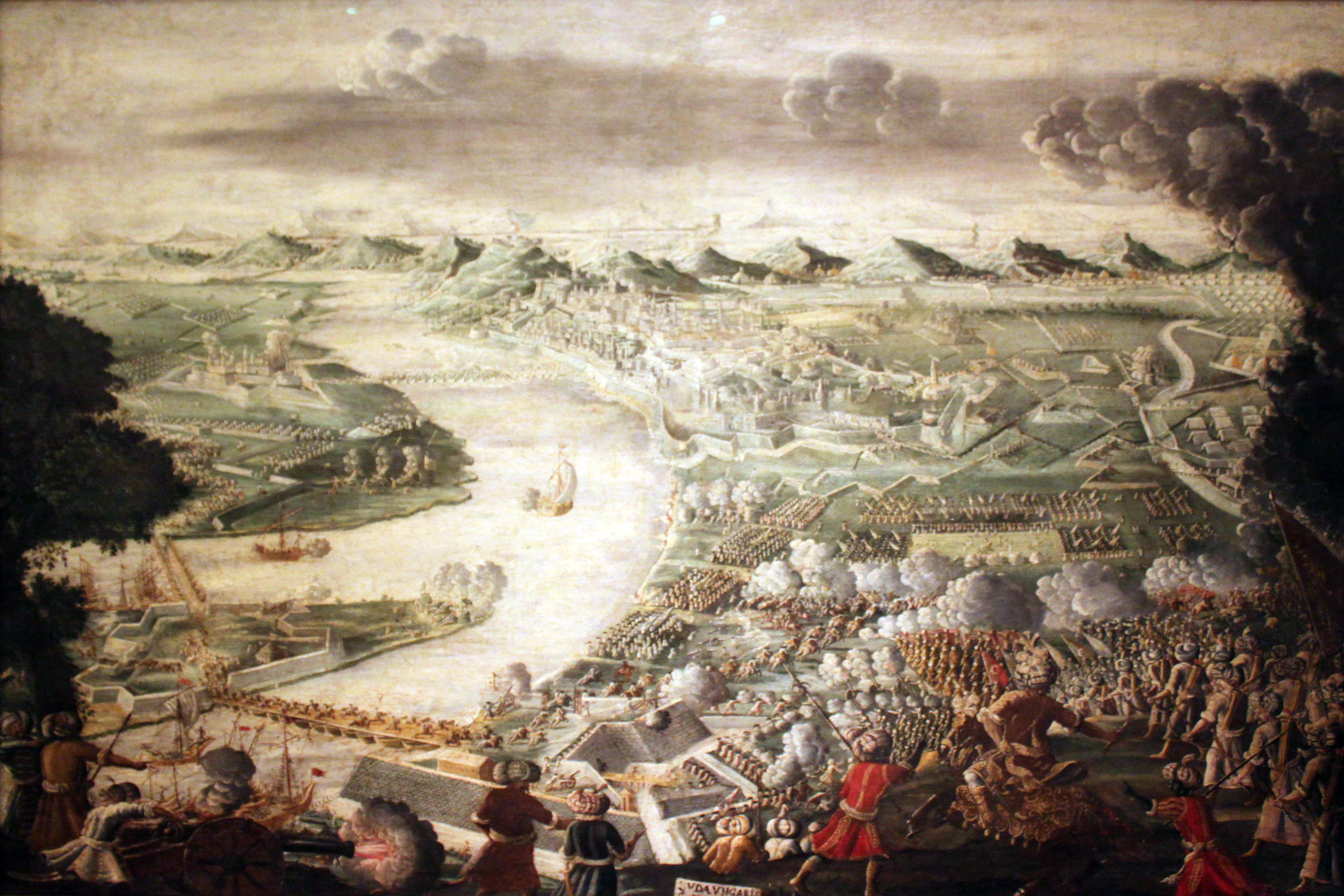
Die Einnahme von Buda, 1686

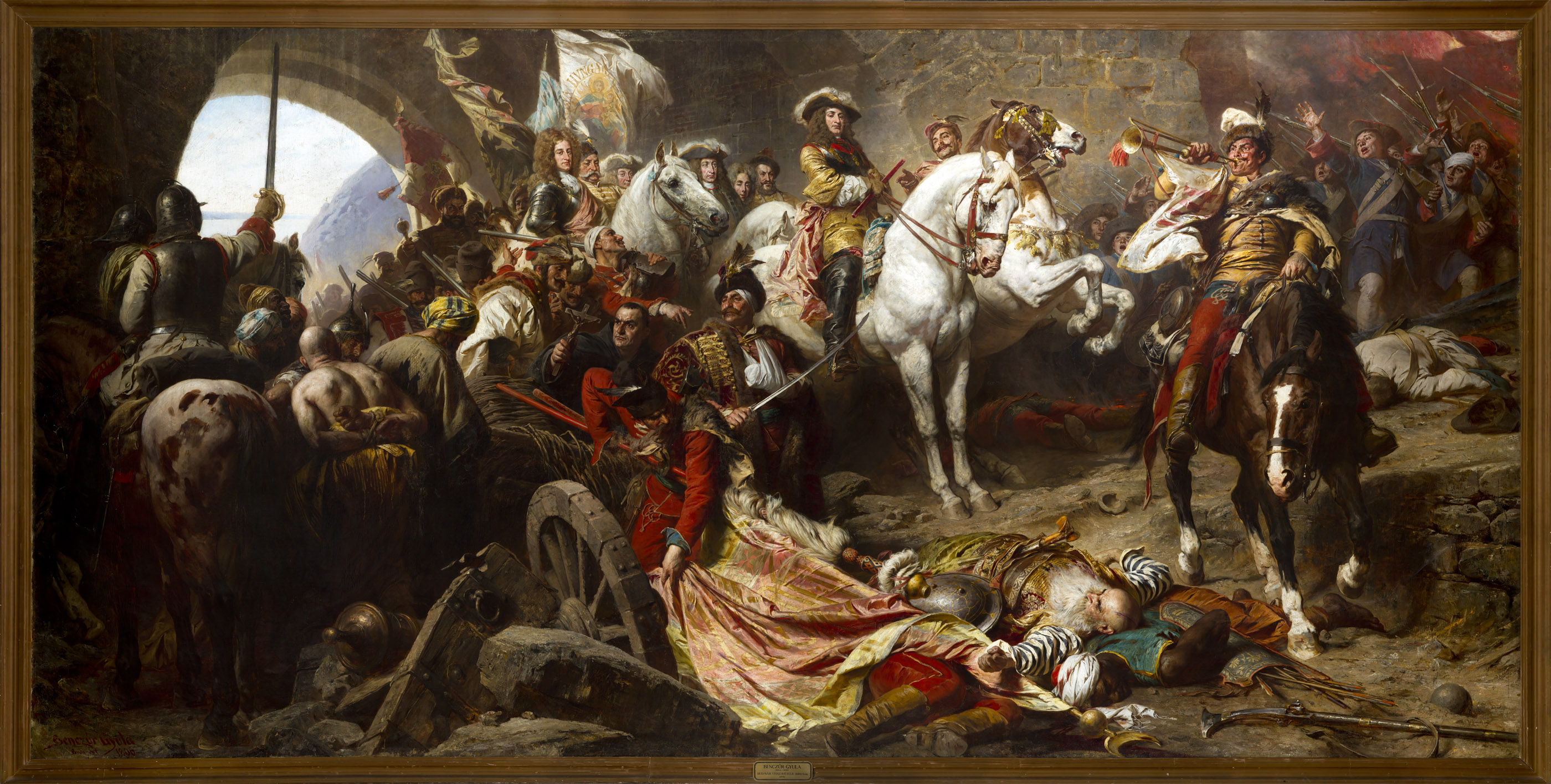
Die siegreichen Heerführer nach der Schlacht von Buda (Historiengemälde von Gyula Benczúr aus dem Jahre 1896)

Die Stadt war von 1361 bis 1541 Hauptstadt des Königreichs Ungarn, bevor sie vom Osmanischen Reich erobert wurde. Erst 140 Jahre später im Großen Türkenkrieg, nach dem Entsatz von Wien 1683, rückten die vom polnischen König Jan Sobieski angeführten alliierten Truppen des Entsatzheeres in Richtung Osten vor und erreichten die Stadt Buda 1684. Die von Ernst Rüdiger von Starhemberg geleitete Belagerung musste jedoch aufgegeben werden, da die Kampfmoral der Belagerer sich verschlechterte, als sich die Belagerung hinzog, und ein türkisches Entsatzheer die kaiserlichen und polnischen Belagerungstruppen bedrängte. In der zweiten Belagerung von 1686 konnte Buda durch Truppen der Heiligen Liga zurückerobert werden. Nach 75-tägiger Belagerung gelang den Truppen der Heiligen Liga unter Führung des Herzogs Karl von Lothringen, Kurfürsten Max Emanuel von Bayern und Markgraf Ludwig Wilhelm von Baden am 2. September 1686 die Einnahme der Stadt und des Burgberges von Ofen. Dieser Sieg wurde in ganz Europa gefeiert, weil er als Anfang vom Ende der Türkenherrschaft in Europa gewertet wurde. Im Vatikan wurden Sondergottesdienste gehalten, die den Sieg mit dem Hymnus „Buda expugnata! Victoria! Halleluja!“ feierten. Papst Innozenz XI. ließ in ganz Rom die Glocken läuten. Die Türkenkriege setzten sich bis in das Jahr 1697 fort. Prinz Eugen von Savoyen gelang es in der Schlacht bei Zenta, das osmanische Heer entscheidend zu schlagen. Der darauf folgende Friedensschluss von Karlowitz markierte einen Wendepunkt in der europäischen Geschichte. Nach dem Frieden musste das Osmanische Reich das Königreich Ungarn an die Habsburgermonarchie abtreten, die sich zu einer europäischen Großmacht entwickelte.
Ab 1723 war Pest Sitz der administrativen Verwaltung des Königreichs, bis es 1873 mit Buda und Óbuda (früher Alt-Ofen) zu Budapest vereinigt wurde.

## Bevölkerung
- 1715: 1.539 Häuser, davon: 769 serbisch, 701 deutsch und 68 magyarisch (ungarisch)
- 1720: 1.468 Häuser, davon: 851 deutsch, 559 serbisch, 68 magyarisch, 5 slowakisch
- 1821: 25.228 Einwohner, davon grundsätzlich alles Deutsche bis auf 1.100 Serben und ein paar Hundert Magyaren
- 1851 (für Buda + Óbuda + Pest): 178.062 Einwohner, davon 56,4 % Deutsche, 36,6 % Magyaren, 5 % Slowaken, 2 % andere
- 1881 (für ganz Budapest): 355.682 Einwohner, davon 201.774 Ungarn (56,73 %), 122.157 Deutsche (34,35 %), 21.872 Slowaken (6,15 %), 9.879 andere (2,77 %)[5]
- 1891 (für ganz Budapest): 486.671 Einwohner, davon 326.533 Ungarn (67,09 %), 115.573 Deutsche (23,74 %), 27.126 Slowaken (5,58 %), 17.439 andere (3,59 %)[5]
- 1901 (für ganz Budapest): 703.448 Einwohner, davon 559.965 Ungarn (79,60 %), 98.515 Deutsche (14,00 %), 24.091 Slowaken (3,43 %), 20.877 andere (2,97 %)[5]